# Dicrossus gladicauda
Dicrossus gladicauda är en fiskart som beskrevs av Anton Karl Schindler och Wolfgang Staeck 2008. Dicrossus gladicauda ingår i släktet Dicrossus och familjen Cichlidae. Inga underarter finns listade i Catalogue of Life.